# Stiftsschule St. Johann
Die Stiftsschule St. Johann in Amöneburg ist ein staatlich anerkanntes, allgemeinbildendes Gymnasium, dessen Träger das Bistum Fulda ist.

## Schulprofil
Die Schule hat als Schule in der Trägerschaft eines katholischen Bistums ein ausgesprochen religiöses Profil, wobei dem Gedanken der Ökumene Rechnung getragen wird: Nur etwa die Hälfte der Schülerinnen und Schüler gehören der römisch-katholischen Kirche an.
Neben der christlichen Ausrichtung wird Wert auf humanistische Bildung gelegt. Latein ist verpflichtende erste Fremdsprache ab Klasse 5, in der inzwischen (2018) Englisch ebenfalls gelehrt wird, jedoch in geringerem Umfang von zwei bis drei Wochenstunden. Altgriechisch oder Französisch können in Klasse 8 als dritte Fremdsprache gewählt werden.
In der Oberstufe kann ab Q1 der Biotechnologiekurs besucht werden. Es handelt sich um ein fächerübergreifendes Projekt, bei dem Themen wie Strom aus Hefezellen, Immobilisierung von Enzymen, Klimarettung durch Algen, Gentechnik, Bioinformatik und viele mehr experimentell bearbeitet werden.
Die Ausgestaltung der Eingangsstufe in einem Modell, das den Übergang von der Grundschule zum Gymnasium erleichtert, sowie fächerübergreifende Unterrichtsprojekte in der Oberstufe als reformpädagogische Arbeit führten 1989 zur Anerkennung der Stiftsschule als „Schule besonderer pädagogischer Prägung“ durch die hessische Landesregierung.

## Schulgebäude

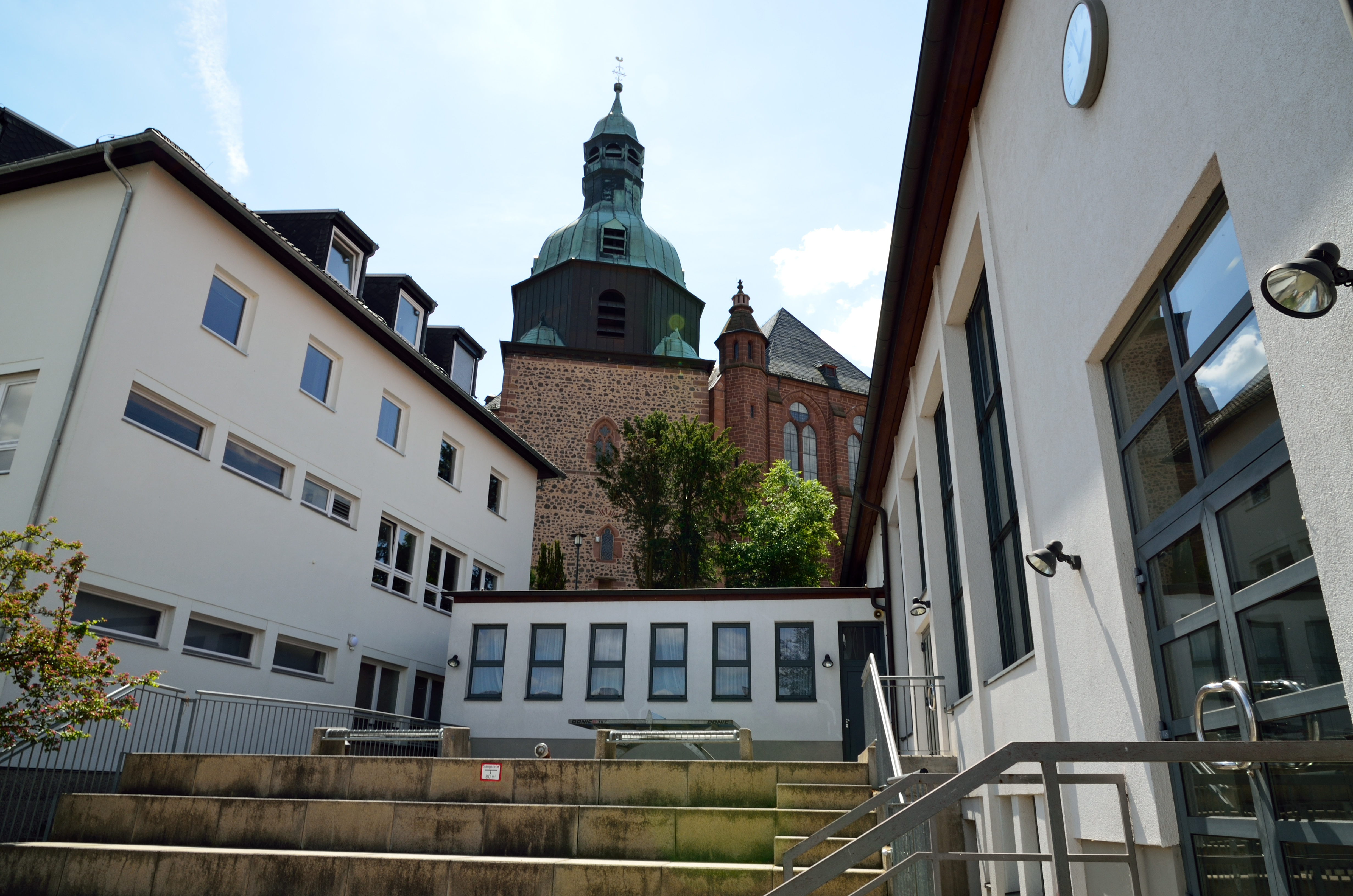
Aufgang zur Pfarrkirche St. Johannes der Täufer zwischen Elisabeth-Haus und Bonifatius-Halle

Der Hauptkomplex der Stiftsschule St. Johann liegt unmittelbar nordöstlich unterhalb der Pfarrkirche St. Johannes der Täufer nah dem Gipfel des Bergs Amöneburg und schließt sich südwestlich an den Marktplatz an. Beginnend im Norden, wo die Rentereigasse direkt vom Marktplatz an der Straße Am Markt in den Schulhof führt, wird dieser, im Uhrzeigersinn, von den folgenden Gebäuden gerahmt:
- Thomas-Haus (Sitz der Schulleitung und des Haupt-Lehrerzimmers; 2018 in Sanierung)
- Benedikt-Haus (Klassenräume, Fachschaftsräume und Fachräume der Biologie)
- St. Martin-Haus (Klassenräume, Fachräume Religion und EDV-Fachraum)
- Domenico Savio-Haus (Mensa und Mediathek)
- Elisabeth-Haus (Klassenräume, Fachräume Physik, Chemie und Kunst)
- Bonifatius-Halle (Aula und Sporthalle)

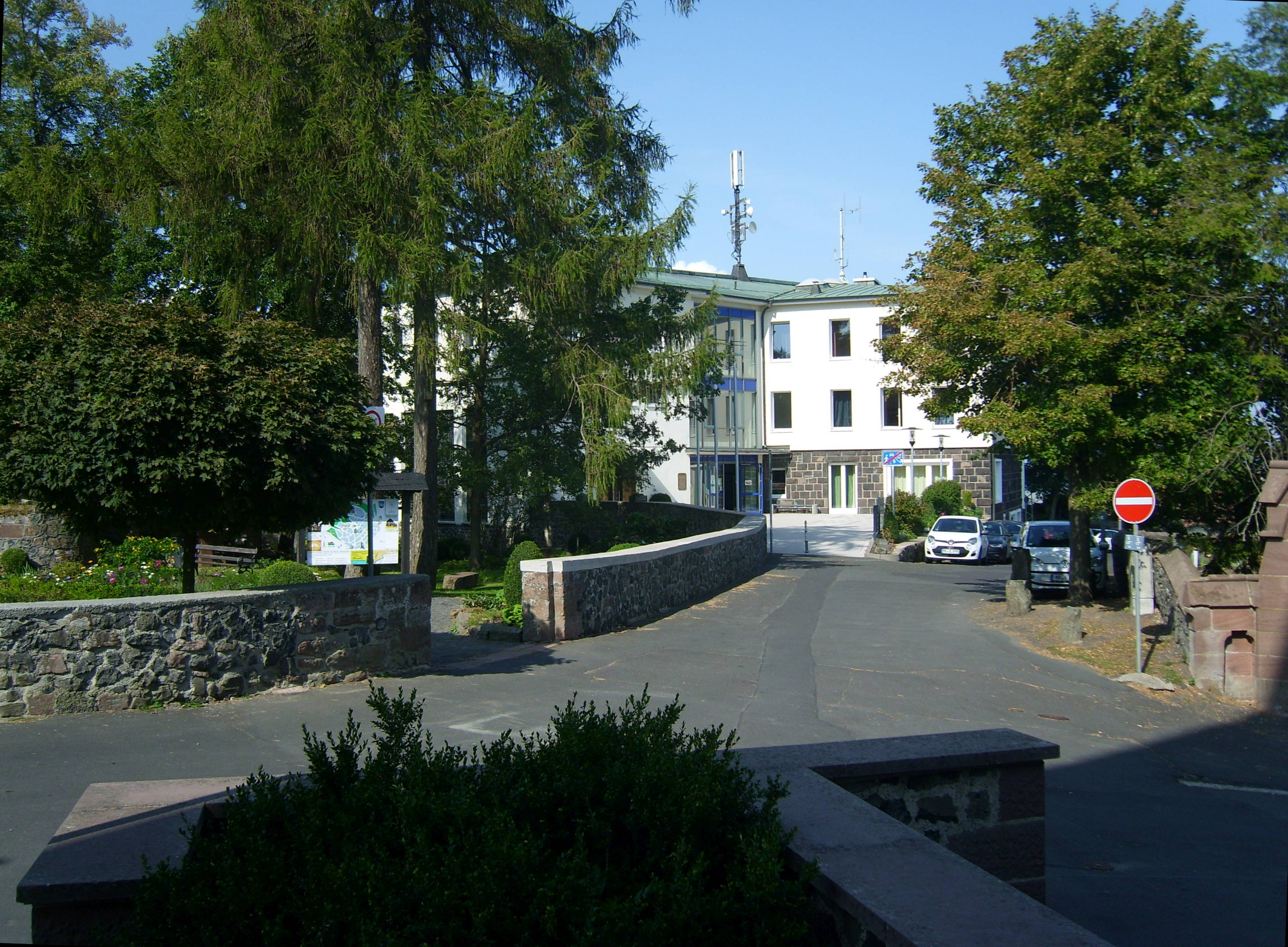
Das Rabanus-Haus; links der Innenhof der Burgruine, rechts der Friedhof

Nur durch die Burgstraße vom Hauptkomplex getrennt, liegt nordwestlich der Bonifatius-Halle das ältere Gebäude des Teresa-Hauses mit den Fachräumen Musik und der Konzerthalle. Südwestlich der beiden letztgenannten Gebäude und durch einen Hang und den Friedhof von diesen getrennt, liegt, am Südwestrand der Bebauung der Kernstadt und unmittelbar nordwestlich der Burg Amöneburg, das Rabanus-Haus mit den Klassenräumen der Klassen 5 und 6 und der Kapelle, in der die evangelischen Schulgottesdienste stattfinden. Katholische Gottesdienste finden unmittelbar östlich der Burg in der Pfarrkirche statt, von der eine Treppe zwischen Bonifatius-Halle und Elisabeth-Haus von oben in den Schulhof führt. Auch das Johannes-Haus südlich der Kirche, das Gemeindezentrum und gleichzeitig Tagungsort, wird z. T. von der Stiftsschule genutzt.
Insgesamt umfasst das durch die Burgstraße und den Südabschnitt der Ritterstraße geteilte, ansonsten zusammenhängende Gebiet des Bistums Fulda eine Fläche von rund 1,8 ha, die nach Süden und Westen an die Bebauungsgrenze der Kernstadt Amöneburgs stößt, nach Südwesten an das ebenfalls randständige Gebiet der Burg Amöneburg. Davon entfallen 0,60 ha, also rund 6000 m², auf das Hauptgelände der Schule, 0,10 ha auf das Grundstück des Teresa-Hauses jenseits der Burgstraße und 0,11 ha auf das Rabanus-Haus nebst Vorplatz jenseits des Friedhofs. Der Friedhof nimmt 0,33 ha ein, das Gelände um die Kirche nebst Johannes-Haus 0,50 ha. 

## Geschichte
Die Schultradition in Amöneburg geht auf ein 721 von Bonifatius gegründetes Kloster zurück.
Erste Pläne für ein Progymnasium wurden 1867 in Angriff genommen, aber von Seiten des Staates im Rahmen des Kulturkampfes abgelehnt. Nach dessen Ende wurde 1885 die Stiftsschule als Lateinschule gegründet. Im Jahr 1939 wurde sie vom NS-Regime aufgelöst.
1946 kam es zur Wiedergründung als Progymnasium, wobei bis 1978 auch ein Internat bestand. Der Ausbau zu einem vollwertigen Gymnasium mit Oberstufe fand in den 1960er Jahren statt, 1964 erfolgte die erste Abiturprüfung an der Schule. Die Verdienste um den Wiederaufbau der Schule nach der Zeit des Nationalsozialismus werden maßgeblich dem Lehrer und Dechant Josef Gutmann (1913–1997) zugeschrieben. Dieser setzte sich in seiner Zeit als Wiederaufbaubeauftragter und Schulleiter (1945 bis 1949 und erneut von 1954 bis 1964) für die Gewinnung von Lehrkräften, den Zukauf von Grundstücken, den Bau von Schul- und Internatsgebäuden und die Erweiterung und Vergrößerung des Schulbetriebs ein. Nach Gutmann wurde 1977 in der Stadt Amöneburg eine Straße, die Dr.–Josef–Gutmann–Straße, benannt.
2010 wurden im Skandal um den sexuellen Missbrauch in der römisch-katholischen Kirche in Deutschland Missbrauchsfälle an der Stiftsschule bekannt. Demnach gab es in den Jahren 1974 bis 1976 sexuelle Übergriffe durch einen Erzieher in dem 1978 geschlossenen Schülerheim. Der Erzieher wurde nach Bekanntwerden der Vorfälle aus dem Dienst entlassen. 1992 bis 1996 gab es sexuelle Übergriffe auf zwei Schülerinnen durch zwei Lehrer. Im Herbst 2011 beendete die Staatsanwaltschaft Marburg das Verfahren gegen die Beschuldigten wegen Verjährung der Vorwürfe.

### Kontroversen um Gutmann
2010 wurden schwere Vorwürfe gegen Josef Gutmann erhoben. Dieser soll in seiner zwölfjährigen Zeit als Lehrer, Schulleiter und Geistlicher in den 1940er bis 1960er Jahren Schüler fortlaufend in exzessiver Weise körperlich misshandelt und erniedrigt haben. Ein im Auftrag der Stadt Amöneburg erstelltes und 2023 erschienenes Gutachten des Marburger Historikers Klaus-Peter Friedrich bestätigte die Beschuldigungen. Eltern und auch der Elternbeirat der Schule hatten mehrmals erfolglos beim Generalvikar gegen Gutmann interveniert. Er trat 1964 freiwillig von seinem Amt zurück. Nachdem die Taten 2010 durch ehemalige Schüler bekannt gemacht worden waren, lehnte die Stadtverordnetenversammlung eine Aufarbeitung der Vorgänge zunächst vollständig ab. Seither kam es zu fortgesetzten öffentlichen Diskussionen um die Person Gutmann und ihre Bedeutung für die Schule, die Stadt und die Opfer. Eine Umbenennung der Straße wurde 2019 abgelehnt. Der Bürgermeister kritisierte diese Entscheidung. Auf der Grundlage weiterer Informationen und des Gutachtens kam es 2022 zu einem erneuten Versuch, die Straße umzubenennen. Dieser scheiterte im Februar 2024 wiederum in einer Abstimmung des Stadtparlaments.

## Bekannte Schüler
- Constanze Bieneck, * 1996, Volleyballerin und Beachvolleyballerin
- Victoria Bieneck, * 1991, Volleyballerin und Beachvolleyballerin
- Stefan Heck, * 1982, Politiker
- Tobias Reitz, * 1979, Liedtexter
- Anika Decker, * 1975, Drehbuchautorin
- Tobias Exxel, * 1973, Bassist der Band Edguy
- Willi Weitzel, * 1972, TV-Moderator
- Douglas Graf von Saurma-Jeltsch, * 1966, Botschafter
- Sigurd Rink, * 1960, Propst für Süd-Nassau
- Alexander H. Schwarz, * 1957, Buchautor
- Werner Kathrein, *1953, Domdechant
- Alois Rhiel, * 1950, Politiker
- Ludwig Schick, * 1949, Erzbischof von Bamberg
- Wigbert Wicker, * 1939, Regisseur
- Eduard Schick, 1906–2000, Bischof von Fulda
- Carsten Knobel, * 1969, Vorstandsvorsitzender (CEO) von Henkel